# Auguste Mallet
Auguste Mallet (Thiergeville, 3 maggio 1913 – Parigi, 9 dicembre 1946) è stato un ciclista su strada francese che corse negli anni '30 e '40.

## Carriera
Professionista dal 1936 al 1946, fu soprannominato Trompe la mort, a causa della carriera abbastanza sfortunata, costellata da cadute, infortuni e seconda guerra mondiale; comunque riuscì ad ottenere alcune vittorie e partecipare a 2 Tour de France. Morì giovanissimo, a 33 anni, mentre stava andando ad allenarsi al velodromo di Parigi, investito da un camion.

## Palmarès

### Strada
- 1937 (Helyett, una vittoria)

3ª tappa Tour de l'Oise
- 1938 (Helyett, due vittorie)

2ª tappa Parigi-Nizza (Nevers > Saint-Étienne)
Gran Prix Nice
- 1939 (Helyett, una vittoria)

Rouen-Caen-Rouen
- 1943 (France Sport, una vittoria)

Nice-Mont Agel
- 1946 (Rochet, una vittoria)

Grand Prix des Alpes

## Piazzamenti

### Grandi Giri
- Tour de France

1938: ritirato (14ª tappa)
1939: 13º